# Заветное (Саратовская область)
Заветное — село в Вольском районе Саратовской области. Входит в состав Широкобуеракского муниципального образования.

## География
Находится на правом берегу реки Терсянка на расстоянии примерно 22 километра по прямой на северо-восток от районного центра города Вольск.

## История
Село основано в 1930 году. Первоначальное название поселок №4.  В советский период Заветное являлось центральной усадьбой совхоза "Большевик".

## Население
Население составляло 189 человек в 2002 году (90% русские),  171 в 2010.

## Инфраструктура
Село газифицировано. Имеется ферма, фельдшерско-акушерский пункт и магазин . 